# Tourist guy
A tourist guy egy internetes jelenség volt, amely 2001. szeptember 11-ei terrortámadások idején a World Trade Center kilátóteraszán egy turistát ábrázoló fénykép volt, amelyet digitálisan megváltoztattak, hogy a háttérben egy utasszállító repülőgép is látszódjon, amely éppen becsapódik a toronyba. A fénykép vírusként terjedt el, mivel akkoriban számos manipulált kép terjedt már az interneten. A képen látható férfit a magyar Guzli Péterként azonosították, aki 1997-ben készítette a fotót. Guzli elmondta, hogy a fotót viccből szerkesztette meg a barátainak, és nem gondolta, hogy az interneten fog elterjedni.
A férfit számos más néven is nevezik, többek között véletlen turistának (utalás a The Accidental Tourist című regényre és filmre), Waldónak (utalás a Where's Waldo? című filmre), WTC Guy-nak és a halál turistájának.

## Eredet
Röviddel 9/11 után felbukkant az interneten egy kép, amely állítólag a World Trade Center romjai között talált fényképezőgépről származott. A képen egy férfi látható, aki gyapjúsapkában, vastag kabátban és hátizsákban állt a World Trade Center kilátóteraszán. Alatta egy sugárhajtású repülőgép látható, amely az épület felé repül. Közelsége és alacsony magassága miatt biztosnak tűnik, hogy összeütközik a toronnyal. A kép állítólag a World Trade Center elleni támadások megkezdése előtt néhány pillanattal korábban készült.

## Ellentmondások
A Hoaxapedia a Museum of Hoaxes online enciklopédiájából felsorolt néhány ellentmondást, amelyek végül megerősítették, hogy a fénykép egy hoax volt. Ezek közé tartozik:
- New Yorkban 2001. szeptember 11-én kellemes hőmérséklet volt. A támadások reggelén a hőmérséklet 64 és 68 °F (18 és 20 °C) között volt, a fényképen látható férfi mégis téli időjárásnak megfelelő, vastag ruházatot viselt.
- A férfi a déli toronyban állt, amelynek volt egy kilátóterasza, de az északi tornyot, ahol nem volt kilátóterasz, érte az első találat. Nem valószínű, hogy bárki is pózolt volna egy fotóhoz, miután az északi tornyot találat érte.
- A United Airlines 175-ös járata délről csapódott a déli toronyba. Azonban abból a tényből, hogy a férfi mögött a háttérben Manhattan belvárosa látható, nyilvánvaló, hogy a képen látható repülőgép északról közeledik, ami megfelel az American Airlines 11-es járatának. A képen látható repülőgép orrán egyértelműen az American Airlines felirata látható.
- Mindkét gép, amely a tornyokba repült, Boeing 767-es volt, míg a képen egy Boeing 757-es látható.
- A repülőgép valószínűleg elmosódott volna a fényképen a becsapódás előtti nagy sebesség miatt.
- A fotós valószínűleg nem folytatta volna a kép készítését, miután látta, hogy a repülőgép az épületbe csapódik.
- Ha a fényképet digitális fényképezőgéppel készítették volna, a fényképezőgép valószínűleg nem élte volna túl ezt a zuhanást.
- A déli torony kilátóterasza általában 9:30-kor nyílt ki, de a 175-ös járat 9:02:59-kor csapódott a déli toronyba.
- A fénykép részeinek fehéregyensúlya messze eltér egymástól. Ha a repülőgép része lenne a fényképnek, sárgábbnak tűnne. Ezt megerősítheti a fénykép alján lévő fedélzeti sínnel való összehasonlítás; a repülőgép majdnem ugyanolyan árnyalatú volt, mint a fedélzet, míg a fényképen a két rész nyilvánvalóan más színt mutat.
- A kép időbélyegzője úgy tűnik, hogy egy képszerkesztő programmal végzett utólagos szerkesztés során került bele, nem pedig a tényleges fényképezőgép által készített.
- Egyes tárgyak árnyékai nem megfelelően vetülnek a fényképen. Ez azt bizonyítja, hogy a képet szerkesztették, mivel a kép bizonyos tárgyai nem vetnek a képen szereplő azonos fényforrásoknak megfelelő árnyékot.[3]

## Későbbi megjelenések
Lásd még: Bert a gonosz
A kép egy internetes mém széles körben ismert példája lett. Ahogy terjedt a híre, mások is elkezdték használni ugyanazt a turistát más képekhez. Ezek közé tartozott az RMS Titanic elsüllyedésénél, a John F. Kennedy-gyilkosságnál, az Air France 4590-es járatának megsemmisülésénél és a Hindenburg-katasztrófánál jelen lévő turista. Az egyik változatban a repülőgépet egy melbourne-i villamosra cserélték. Más képeken olyan katasztrofális filmes eseményeknél van jelen, mint a Fehér Ház pusztulása a Függetlenség Napjában, Godzilla lerombolja Tokiót, vagy mint buszsofőr a Féktelenül című filmben. Vannak olyan képek is, amelyeken más híres, digitálisan manipulált képek szereplőivel együtt látható, például Bert a Szezám utcából vagy egy férfi, aki egy hatalmas macskát tart a kezében. Még a jaltai konferenciáról is megjelent egy kép, ahol Sztálint a macskás férfi helyettesíti, a háttérben a turistával és Bert-tel.

## Identitás
Az első személy, aki azt állította magáról, hogy ő a turista, José Roberto Penteado brazil üzletember volt. Amikor Penteado elkezdett médiafigyelmet kapni, többek között felajánlották neki, hogy szerepeljen egy Volkswagen-reklámban. Egy 25 éves magyar férfi, Guzli Péter jelentkezett, mint a valódi turista. Guzli azonban azt mondta, hogy nem akart nyilvánosságot, és eredetileg nem adta ki a vezetéknevét.
Guzli 1997. november 28-án készítette a fotót, és ő volt felelős az eredeti szerkesztésért is. Elmondása szerint néhány barátja számára szerkesztette a képet, nem sejtve, hogy az ilyen gyorsan elterjed az interneten. Először az eredeti, vágatlan fotót és több más, ugyanabból a sorozatból származó képet adott át bizonyítékként egy magyar újságnak. Később a Wired News című műsor megvizsgálta a bizonyítékokat, és megerősítette, hogy Guzli volt az igazi turista.